# Hermann Joël
Hermann Heymann Joël (* 5. Oktober 1821 in Birnbaum, Kreis Birnbaum, Provinz Posen; † 20. Dezember 1880 in Hirschberg, Landkreis Hirschberg im Riesengebirge, Provinz Schlesien) war ein deutscher Religionspädagoge und Rabbiner.

## Leben
Hermann Joël wurde 1821 als Sohn des Rabbiners Chaim (Heymann) Joël (1792–1845) und dessen Ehefrau Liebchen, geborene Freudenheim, im preußischen Birnbaum (heute Międzychód in Polen) geboren. Seine Brüder waren die späteren Rabbiner David Joël (1815–1882) und Manuel Joël. Seine Schwester Henriette (≈1820–1888) wurde Ehefrau des Rabbiners Josef Neustadt (1815–1861) in Deutsch Krone. Von Birnbaum zog die Familie 1832 nach Schwerin an der Warthe, wo der Vater ein neues Rabbinat bekleidete. Als dieser 1845 als Oberrabbiner dort starb, folgte ihm in diesem Amt sein ältester Sohn David.
Hermann Joël besuchte zunächst die jüdische Grundschule und die Jeschiwa, die von seinem Vater geleitet wurden. Wie sein Bruder David besuchte er dann die Jeschiwa in Posen, wo der Rabbiner Akiba Eger lehrte. Vermutlich ab 1834 ging er auf das Friedrich-Wilhelms-Gymnasium in Posen. Am 4. Mai 1842 immatrikulierte er sich anschließend an der Friedrich-Wilhelms-Universität zu Berlin, wo er Philosophie studierte und unter anderem Vorlesungen von Friedrich Schelling besuchte.
Von 1850 bis 1855 arbeitete Joël in der Alten Synagoge als Prediger und Religionslehrer der jüdischen Gemeinde in Düsseldorf. Seine Stelle war nach dem Weggang des Rabbiners Jacob Rosenberg (Amtszeit 1837–1843) längere Zeit vakant gewesen und nicht wieder ausgeschrieben worden. Dies änderte sich, als das einflussreiche Gemeindemitglied Michael Simons die Bewilligung des Budgets von der Wahl eines neuen Predigers abhängig gemacht hatte. So wurde Joël ausgewählt und am 24. Mai 1850 berufen. Nach seiner Amtseinführung wandte er sich mit besonderer Fürsorge der Ausbildung des Synagogenchores zu. Etwa 1855 heiratete er Julia Gottschalk. Als örtlich weitgehend isolierter Anhänger des Reformjudentums legte er im selben Jahr sein Düsseldorfer Rabbinat nieder; sein Nachfolger wurde Wolf Feilchenfeld. 1856 wurde er Rabbiner in Stadthagen im Fürstentum Schaumburg-Lippe, wo er am 5. Mai 1858 die neue Synagoge einweihte.
Spätestens ab 1862 lebte er im niederschlesischen Hirschberg (heute Jelenia Góra in Polen), wo er bis zu seinem Tod als Rabbiner der örtlichen Gemeinde mit über 300 Seelen und als Religionslehrer an drei Schulen wirkte. 1864 gebar dort seine zweite Ehefrau Mathilde, geborene Scherbel (* 11. März 1838 in Polnisch Lissa), den Sohn Karl Joël, der später eine Hochschulkarriere als Philosophie-Professor an der Universität Basel beschreiten sollte. Außerdem hatte das Paar noch zwei Töchter, darunter Hedwig Joël (1868–1949), die Musikerin und Schriftstellerin wurde.
Hermann Joël starb Ende 1880 im Alter von 59 Jahren in seinem Haus in Hirschberg. Er wurde unter Anteilnahme der Honoratioren der Stadt beerdigt. Auch richtete die Stadt dem Verstorbenen noch eine besondere Gedächtnisfeier aus.

## Schriften
- Das Prinzip des Patriarchen als Religionsquelle des Judenthums, Christenthums und des Islam. Verlag von Wilh. Kaulen, Düsseldorf 1857 (Google Books).
- Predigt zur Synagogen-Einweihung in Stadthagen am 21. Ijar 5618 (8. Mai 1858). Hannover 1858.[5]
- Fest-Predigten für die hohen Feiertage des Jahres. Petzoldt, Hirschberg [1863–1866].